# Caquetaia
Caquetaia és un gènere de peixos pertanyent a la família dels cíclids.

## Distribució geogràfica
Es troba a Centreamèrica i Sud-amèrica.

## Taxonomia
- Caquetaia kraussii (Steindachner, 1878)[4]
- Caquetaia myersi (Schultz, 1944)[5]
- Caquetaia spectabilis (Steindachner, 1875)[6]
- Caquetaia umbrifera (Meek & Hildebrand, 1913)[7][8][9][10][11][12][13]